# Fan-Tan

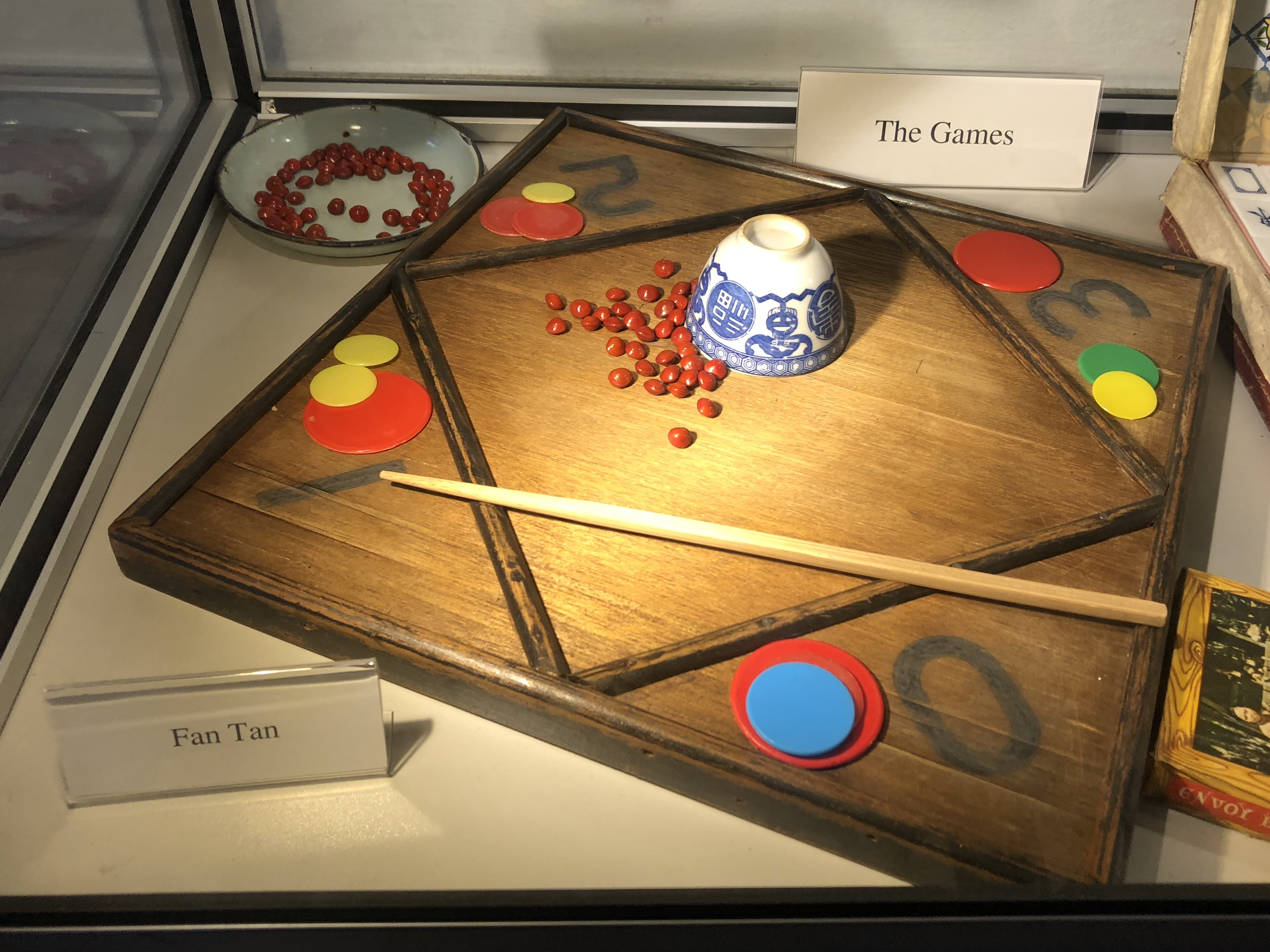
Esta imagen representa unos de los juegos más populares del Fan-Tan.

Fan-Tan, o fantan (en chino tradicional, 番攤; en chino simplificado, 番摊; pinyin, fāntān) es un juego de azar muy popular en China.

## Historia
El Fan-tan ya no es tan popular como lo fue en su momento, pues ha sido reemplazado por los modernos juegos de casino. De cualquier manera, este juego era el pasatiempo favorito de los chinos que emigraron a América y se jugaba en salones específicos para ello. Jacob Riis, en su libro How the other half lives (de 1980), escribió sobre el tema, ubicándose en el barrio chino de Manhattan:

At the first foot-fall of leather soles on the steps the hum of talk ceases, and the group of celestials, crouching over their game of fan tan, stop playing and watch the comer with ugly looks. Fan tan is their ruling passion.
Jacob Riis en How the other half lives

Traducción: Al primer paso dado con suelas de cuero, el murmullo de la charla se detiene y el grupo [presente en la habitación], mirando sobre sus juegos de fantan, paran de jugar y miran al recién llegado con desagradables miradas. El Fan tan es su mayor pasión.

El barrio chino de San Francisco también albergaba docenas de casas de fan-tan en el siglo XIX. El comisionado de la policía de la ciudad, Jesse B. Cook,  escribió que en 1889 el barrio chino poseía 50 casas de juego de fan-tan y que en todas ellas las mesas estaban numeradas del 1 al 24, de acuerdo con las proporciones de la construcción.
El fan-tan aún se juega en casinos de Macau, en los que se puede jugar a cualquier hora y las apuestas pueden variar de entre cinco centavos y 500 dólares.

## Procedimiento del juego
Jugar al fan-tan es sencillo. Se dibuja un cuadrado en la superficie de una mesa común, o bien se coloca un cuadrado de metal en ella y las aristas se numeran del 1 al 4. El "banco" pone en la mesa un puñado de pequeños botones, cuentas, monedas, frijoles u objetos similares, que cubre con un tazón metálico o "tan koi".
Los jugadores apuestan a los números (1, 2, 3 o 4) colocando sus fichas de juego al lado del número al que apostaron (los jugadores también pueden apostar a las esquinas). Una vez hechas las apuestas, el tazón es retirado y el "tan kun" (o crupier) emplea una pequeña varita de bambú para separar los botones del montón, en tandas de cuatro a la vez, hasta que se separa la última tanda. Si ésta es de cuatro botones, los apostadores al número cuatro ganan; si la tanda fue de tres, los jugadores que apostaron al 3 resultan ganadores, y así sucesivamente.
El "banco" toma un 5% de comisión sobre lo ganado y el ganador obtiene el triple del monto apostado.

## Juego de cartas Fantan
El Fantan también es el nombre de un juego de cartas, jugado con un mazo común, por un grupo de hasta ocho jugadores. Una vez que ya se han corrido las apuestas, los naipes se reparten individualmente. El primer jugador puede entrar si tiene un as; si no es así, debe pagar y toma una carta del mazo. El segundo jugador hace lo mismo hasta que se juega un as. Esta carta (y los otros tres ases cuando son jugados) se ponen boca arriba sobre la mesa y comienzan a construirse paquetes que van desde el as hasta el rey. El triunfo es de aquel que sea capaz de terminar de ordenar un palo completo.